# Hôtel de Larade
L'hôtel de Larade, bâti au XVIIIe siècle, est situé 2 rue Tour-Ronde à Saint-Jean-d'Angély, en France. L'immeuble a été inscrit au titre des monuments historiques en 1944.

## Historique
L'hôtel est construit pour M. de La Rade, conseiller du roi et négociant.
Il ne faut pas le confondre avec l'hôtel de Larade, situé 8-10, rue Rose.
Le bâtiment est inscrit au titre des monuments historiques par arrêté du 22 août 1949.

## Architecture

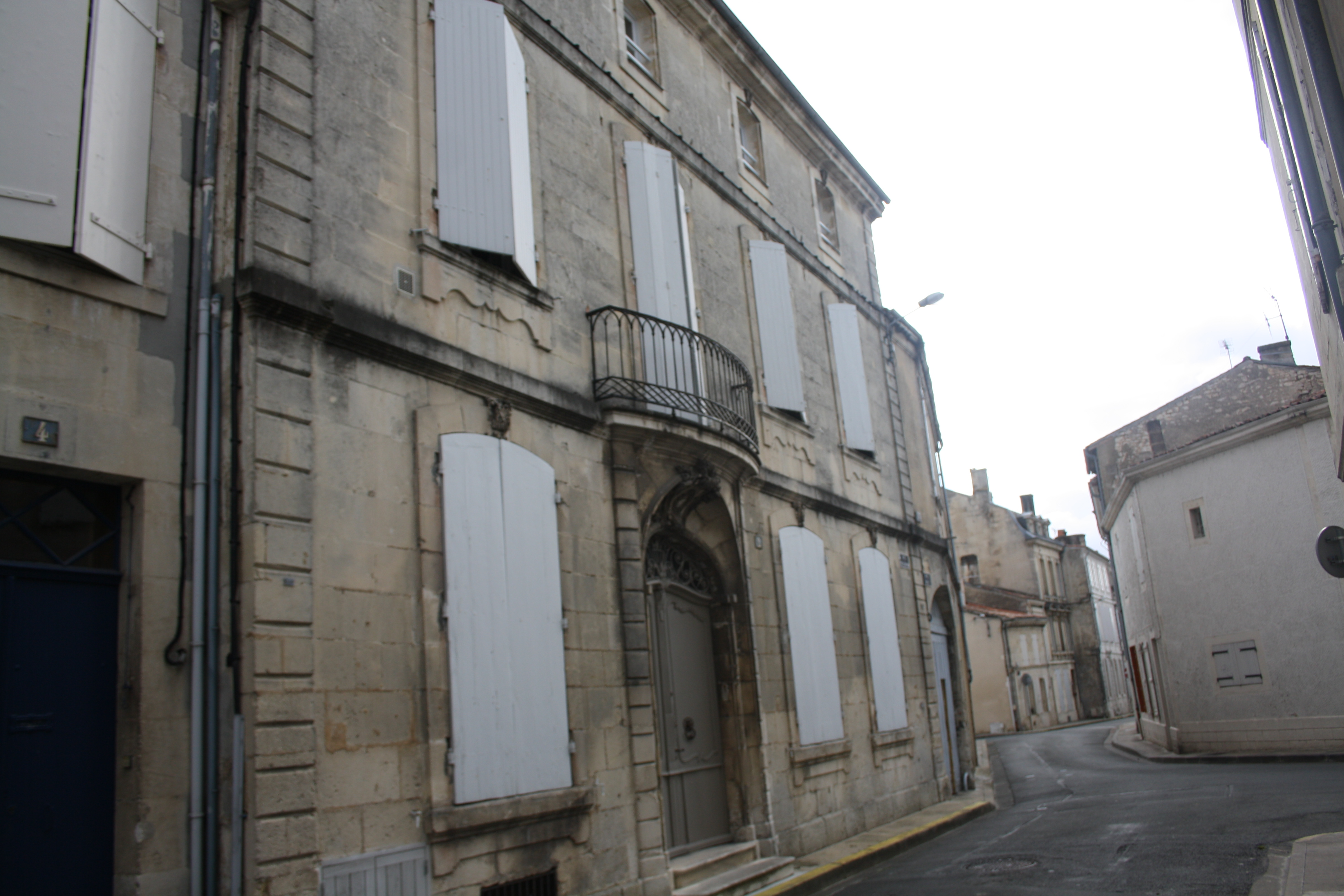